# 霍若維采

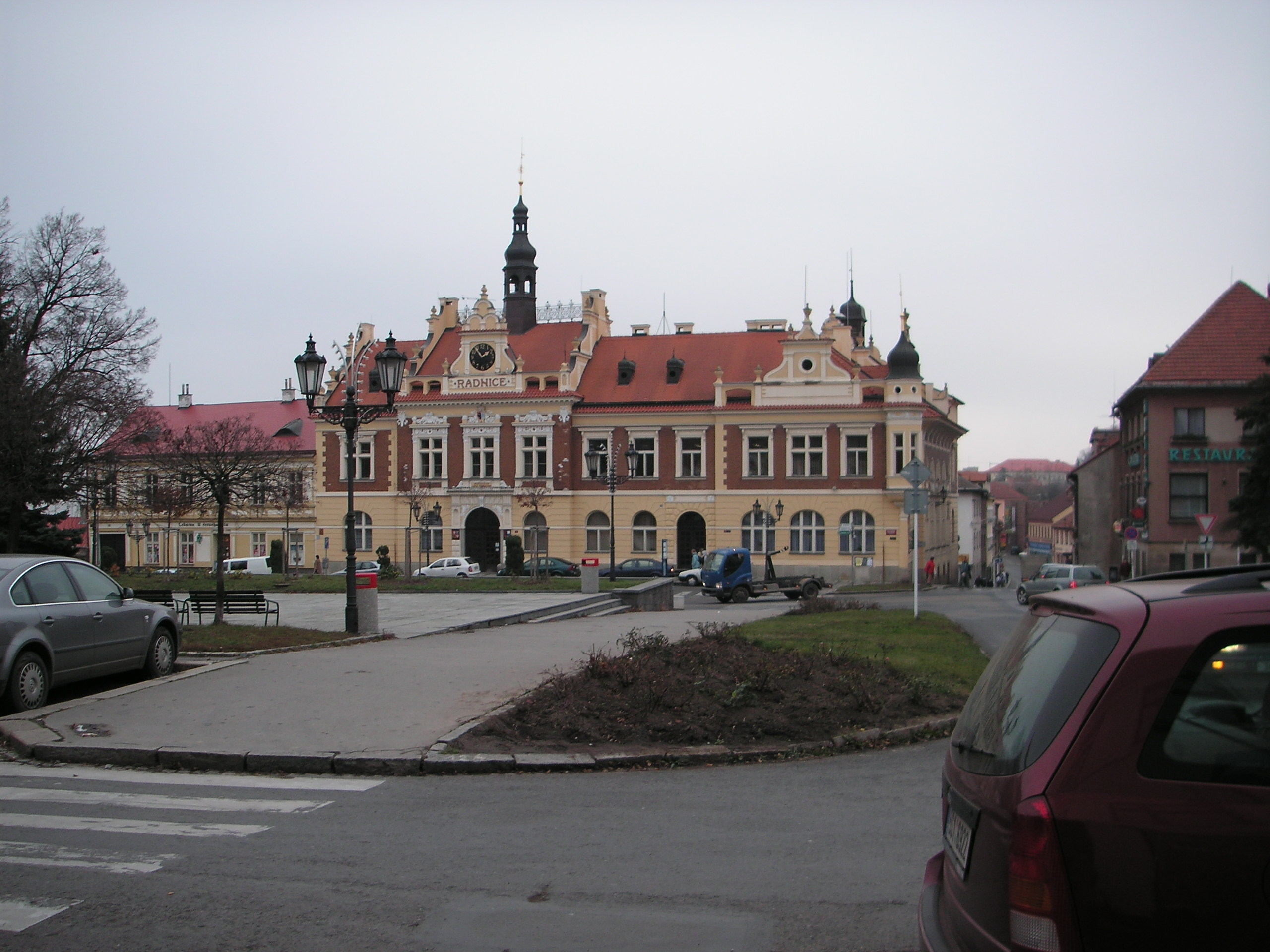

霍若維采（捷克語：Hořovice，發音：[ˈɦor̝ovɪtsɛ]）是捷克中波希米亞州的城鎮，位於該國西部，距離首都布拉格約50公里，面積9.55平方公里，海拔高度375米，該地區自十世紀有人類居住，2008年人口6,765。

## 外部連結
- Municipal website (cs., de., en.)